# Södra Sandby
Södra Sandby est une localité de Suède, dans la commune de Lund, à une dizaine de kilomètres de Lund

## Géologie
Le Sandbien, le premier des trois étages géologiques de la série de l'Ordovicien supérieur, dans l'ère Paléozoïque, est dénommé d'après cette localité.